# Tões
Tões ist ein Ort und eine ehemalige Gemeinde (Freguesia) im portugiesischen Kreis Armamar. In der Gemeinde lebten 134 Einwohner (Stand 30. Juni 2011).
Am 29. September 2013 wurden die Gemeinden Tões und Coura in die Kleinstadt Armamar eingegliedert.